# Gazice
Gazice so naselje v Občini Brežice.

## Prebivalstvo
Etnična sestava 1991:
- Slovenci: 64 (81 %)
- Romi: 15 (19 %)